# My Name Is Barbra
My Name Is Barbra – album amerykańskiej piosenkarki Barbry Streisand, wydany w 1965 roku przez Columbia Records.
Album zawiera część piosenek z programu telewizyjnego pod tym samym tytułem, wyemitowanego na kanale CBS w kwietniu 1965. Fotografię na okładce wykonał brat Barbry, gdy ta miała 5 lat.
Piosenki „Why Did I Choose You” i „My Man” ukazały się jako single i weszły na listę Hot 100 „Billboardu” odpowiednio na pozycje 77. i 79. Wydana w 1990 wersja CD albumu zawiera dłuższą wersję „Why Did I Choose You”.

## Odbiór
Płyta dotarła do miejsca 2. na liście sprzedaży w USA i otrzymała certyfikat złotej w tym kraju.
Album został też nagrodzony nagrody Grammy w kategorii „najlepszy wokalny występ kobiecy pop”. Było to trzecie wyróżnienie dla Streisand w tej kategorii.

## Lista utworów
Strona A
| 1. | „My Name Is Barbra”      | 0:53  |
|    |                          |       |
| 2. | „A Kid Again”/„I’m Five” | 2:05  |
|    |                          |       |
| 3. | „Jenny Rebecca”          | 3:03  |
|    |                          |       |
| 4. | „My Pa”                  | 2:30  |
|    |                          |       |
| 5. | „Sweet Zoo”              | 1:36  |
|    |                          |       |
| 6. | „Where Is the Wonder”    | 2:18  |
|    |                          |       |
|    |                          | 12:25 |
|    |                          |       |
Strona B
| 1. | „I Can See It”                          | 3:06  |
|    |                                         |       |
| 2. | „Someone to Watch Over Me”              | 2:43  |
|    |                                         |       |
| 3. | „I’ve Got No Strings”                   | 2:49  |
|    |                                         |       |
| 4. | „If You Were the Only Boy in the World” | 3:28  |
|    |                                         |       |
| 5. | „Why Did I Choose You”                  | 2:49  |
|    |                                         |       |
| 6. | „My Man”                                | 2:57  |
|    |                                         |       |
|    |                                         | 17:52 |
|    |                                         |       |

## Notowania
| Kraj                              | Pozycja |
| --------------------------------- | ------- |
| Stany Zjednoczone (Billboard 200) | 2       |

## Certyfikaty
| Kraj                     | Certyfikat  |
| ------------------------ | ----------- |
| Stany Zjednoczone (RIAA) | złota płyta |